# Alessandro Abbio
Alessandro Abbio  (nacido el 13 de marzo de 1971 (54 años) en Racconigi, Italia)  es un exjugador de baloncesto italiano. Con 1.93 de estatura, jugaba en la posición de escolta. 

## Equipos
- Abet Bra Piemonte. Cantera.
- 1988-1994 Auxilium Pallacanestro Torino.
- 1994-2001 Virtus Pallacanestro Bologna.
- 2001-2004 Pamesa Valencia.
- 2004-2005 C.B. Granada.
- 2005-2006 Basket Livorno.
- 2006-2008 Everlast Firenze.

## Virtus Pallacanestro Bologna
- 1994-95, 1997-98, 2000-01 LEGA. Campeón.
- 1996-97, 1998-99, 2000-01, 2001-02 Copa de Italia. Campeón.
- 1997-98, 2000-01 Euroliga. Campeón.

## Pamesa Valencia
- 2002-03 ULEB Cup. Campeón

## Italia
- 1990 Campeonato de Europa Junior. Selección de Italia. Groningen. Medalla de Oro.
- 1991 Campeonato del Mundo Junior. Selección de Italia. Edmonton. Medalla de Plata.
- 1992 Campeonato de Europa sub-22. Selección de Italia. Atenas. Medalla de Plata.
- 1994 Goodwill Games. Selección de Italia. San Petersburgo. Medalla de Plata.
- 1997 Campeonato de Europa. Selección de Italia. Medalla de Plata.
- 1999 Campeonato de Europa. Selección de Italia. Medalla de Oro.